# Peter Sohn
Pour les articles homonymes, voir Sohn.
 (juillet 2025).
Peter Sohn est un réalisateur, animateur et acteur américain d'origine sud-coréenne, né le 18 octobre 1977 dans le Bronx à New York. Il travaille actuellement chez Pixar Animation Studios. Il a réalisé les films Le Voyage d'Arlo et Élémentaire.

## Filmographie

### Réalisateur
- 2009 : Passages nuageux (court métrage) également auteur de l’histoire et scénariste
- 2015 : Le Voyage d'Arlo également co-auteur de l’histoire avec Bob Peterson, Kelsey Mann et Erik Benson
- 2023 : Élémentaire
- 2027 : Les Indestructibles 3

### Scénariste
- 2009 : Passages nuageux (court métrage) également auteur de l’histoire
- 2015 : Le Voyage d'Arlo co-auteur de l’histoire avec Bob Peterson, Kelsey Mann et Erik Benson
- 2018 : Les Indestructibles 2 consultant de l’histoire

### Producteur exécutif
- 2021 : Luca

### Acteur
- 2004 : Les Indestructibles : voix additionnelles
- 2007 : Ratatouille : Emile
- 2007 : Notre ami le rat : Emile
- 2008 : Tokyo Martin : voix additionnelles
- 2009 : It Starts with Murder! : Milton Dicker
- 2009 : George et A.J. : Russell
- 2010 : Martin se la raconte : voix additionnelles (épisode 1)
- 2011 : Mini Buzz : la ben de recyclage
- 2013 : Monstres Academy : Squishy
- 2013 : Toy Story : Angoisse au motel
- 2013 : Disney Infinity : Squishy
- 2014 : Party Central : Squishy
- 2022 : Buzz l'Éclair : Sox

### Animateur
- 1999 : Le Géant de fer
- 2001 : Osmosis Jones
- 2003 : Le Monde de Nemo
- 2004 : Les Indestructibles
- 2007 : Ratatouille
- 2009 : Leonardo
- 2012 : Rebelle

### Storyboardeur
- 2003 : Le Monde de Nemo
- 2004 : Les Indestructibles
- 2005 : L'Homme-orchestre
- 2007 : Ratatouille
- 2008 : WALL-E
- 2009 : Là-haut

### Directeur artistique (doublage)
- 2008 : Ponyo sur la falaise (version anglaise) avec John Lasseter et Bradford Lewis[1]

## Distinctions

### Voix françaises
En France, les 3 humoristes français Malik Bentalha et Pierre-François Martin-Laval et Michael Gregorio l'ont doublé dans les films Pixar.
- Malik Bentalha dans :
  - Monstres Academy
  - Disney Infinity (jeu vidéo)
  - Party Central
- Pierre-François Martin-Laval dans :
  - Ratatouille
  - Notre ami le rat
- Michael Gregorio dans
  - Buzz l'Éclair

et aussi
- Tom Trouffier dans George et A.J.